# Новомейський повіт
Новомейський повіт (пол. powiat nowomiejski) — один з 19 земських повітів Вармінсько-Мазурського воєводства Польщі.
Утворений 1 січня 1999 року в результаті адміністративної реформи.

## Загальні дані
Повіт знаходиться у південно-західній частині воєводства.
Адміністративний центр — місто Нове-Място-Любавське.
Станом на 1.01.2008 населення становить 43 486 осіб, площа 693,93 км².

## Демографія
Демографічні дані повіту станом на 30.06.2005:
|       | Всього | Всього | Жінки  | Жінки | Чоловіки | Чоловіки |
| ----- | ------ | ------ | ------ | ----- | -------- | -------- |
|       | осіб   | %      | осіб   | %     | осіб     | %        |
| Повіт | 43 392 | 100    | 21 926 | 50,5  | 21 466   | 49,5     |
| Міста | 11 119 | 100    | 5859   | 52,7  | 5260     | 47,3     |
| Села  | 32 273 | 100    | 16 067 | 49,8  | 16 206   | 50,2     |